# Santa Rita de Nandayure
Santa Rita es un distrito del cantón de Nandayure, en la provincia de Guanacaste, de Costa Rica.

## Geografía
Santa Rita cuenta con un área de 51,38 km² y una altitud media de 52 m s. n. m.

## Demografía
Para el año 2022, Santa Rita cuenta con una población estimada de 1787 habitantes, y para el último censo efectuado, en 2011, Santa Rita contaba con una población de 1446 habitantes.

## Localidades
- Poblados: Angostura, Cacao, Chumico, Guaria, Guastomatal, Morote, Tacanis, Uvita (parte), Yerbabuena (parte).

## Transporte

### Carreteras
Al distrito lo atraviesan las siguientes rutas nacionales de carretera:
- Ruta nacional 21
- Ruta nacional 161